# Lac de Sempach
Le lac de Sempach (en allemand : Sempachersee) se trouve dans le canton de Lucerne en Suisse. Il porte le nom de la commune de Sempach.

## Géographie

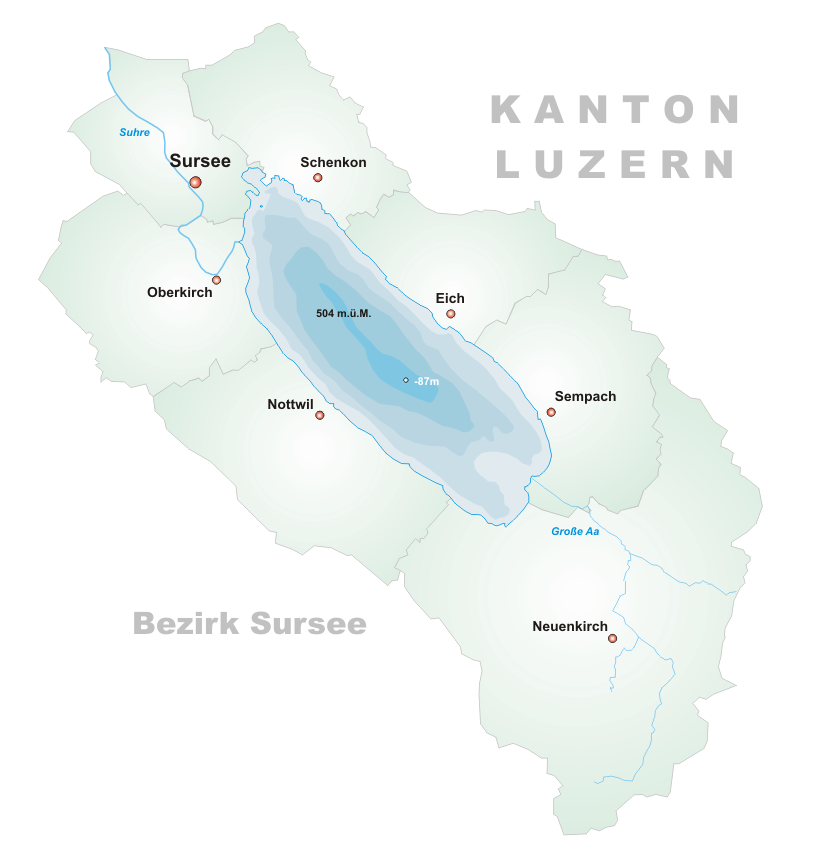
Carte du lac de Sempach.

Il a une superficie moyenne de 14,5 km2 pour une altitude de 503,77 mètres. Son volume est estimé à 0,66 km3 et sa profondeur maximale est de 87 mètres. 
La Grosse Aa, en provenance de la commune de Neuenkirch plus au sud, se jette dans le lac au lieu-dit du Seesatz. Le lac se termine au nord en donnant naissance à la Suhre, un affluent de l'Aar. La ville de Sursee se trouve près de la pointe nord-ouest du lac.

## Environnement, écologie
Ce lac a fait l'objet d'études, dont les conclusions ont en 2008 montré que les cyanobactéries du picoplancton libre et des biofilms (ex : Synechococcus elongatus) précipitaient d'importantes quantité de carbone (prélevé dans le CO2 dissous dans l'eau). Cette précipitation se fait sous forme de calcite (carbonate de calcium ou CaCO3) dans tous les lacs riches en calcium  contribuant ainsi aux puits de carbone naturels, ici via la sédimentation lacustre. On a ainsi estimé qu'environ 8 000 t/an de carbone sont géologiquement naturellement stockés dans le seul lac de Lugano et 2 500 t/an dans le lac de Sempachen en Suisse. Cette production est relativement saisonnière avec un pic correspondant aux blooms planctoniques de cyanophicées dont les cellules (planctoniques ou de biofilms) peuvent alors se recouvrir de cristaux de calcite. Le microscope électronique montre des bactéries en bâtonnets entièrement enrobées de cristaux de calcite. On a montré en laboratoire que les substances extrapolymériques (SEP) produites par les biofilms, même en l'absence de bactéries, provoquaient la nucléation de cristaux de calcite. Ces bactéries contribuent donc au tamponnement de l'eau et au maintien du caractère oligotrophe de nombreux lacs de montagne.